# Alian Zack
Alian Zack (hebräisch אליאן זאק; * 4. September 2006) ist eine israelische Tennisspielerin.

## Karriere
Zack spielt bislang vor allem Turniere auf der ITF Junior Tour und der ITF Women’s World Tennis Tour, wo sie bislang aber noch keinen Titel gewann.
2024 bestritt sie ihr erstes Match für die Israelische Billie-Jean-King-Cup-Mannschaft, wo sie im April 2024 je ein Einzel und ein Doppel spielte. Das Einzel gegen Ekaterine Gorgodse verlor sie, das Doppel an der Seite von Karin Altori gegen Mazedonien gewann sie.

### College Tennis
Seit 2024 spielt sie für das Damentennisteam der Oklahoma State Cowgirls der Oklahoma State University.